# Hemanthias
Hemanthias (Synonym: Anthiasicus, Centristhmus) ist eine Fischgattung aus der Gruppe der Fahnenbarsche (Anthiadidae), die im subtropischen und tropischen westlichen Atlantik von der Küste South Carolinas über die Karibik bis zur Nordküste von Südamerika und im östlichen Pazifik vom südlichen Kalifornien bis an die Küste des nördlichen Chile vorkommt. Im Unterschied zu den meisten anderen Fahnenbarschgattungen kommen Hemanthias-Arten in größeren Tiefen (30 bis 600 Metern) über Hartböden vor.

## Merkmale
Die Fische erreichen Körperlängen von 42 bis 50 cm. Sie haben einen länglich ovalen, in der Regel rosig oder orange gefärbten Körper. Der Kopf ist zu einem großen Teil beschuppt; unbeschuppt sind u. a. die Schnauze, die Maxillare, der Unterkiefer und die Kehle. Die Flossenbasen sind zum größten Teil beschuppt, Rücken- und Afterflosse aber nur an Teilen der Basis des weichstrahligen Abschnitts. Zwischen hart- und weichstrahligem Abschnitt ist die Rückenflosse nicht tief eingebuchtet. Der Unterkiefer überragt bei geschlossenem Maul leicht den Oberkiefer. Das Präoperculum ist am Rand leicht gesägt. Die Prämaxillare ist vorstülpbar (protaktil). Sie ist mit einem vorderen Band konischer, größerer Zähne und einem inneren Band sehr kleiner Zähne besetzt. Supramaxillaria (Kieferknochen) fehlen. Der Unterkiefer ist mit einer vorderen Reihe konischer Zähne besetzt. Etwa nach einem Drittel der Strecke vom vorderen Ende befinden sich ein oder zwei gebogene Fangzähne. Die inneren Zahnreihe des Unterkiefers besteht aus kleinen Zähnen. An der Symphyse von Ober- und Unterkiefer befinden sich in der zweiten Zahnreihe jeweils ein oder zwei größere Zähne. Auch der Gaumen (Palatinum und Vomer) ist bezahnt. Die jeweils zwei Nasenöffnungen pro Kopfseite sitzen nah beieinander. Die Seitenlinie ist vollständig und verläuft auf dem Rumpf unterhalb des Rückenprofils und auf dem Schwanzstiel mittig.
- Flossenformel: Dorsale X/12–15; Anale III/7–9, Pectorale 15–21, Caudale 15(7+8)
- Schuppenformel: SL 48–71/34–50.
- Wirbel: 26(10+16).
- Kiemenreusendornen: 31–39.

## Arten
Zur Gattung Hemanthias gehören drei Arten:
- Hemanthias leptus (Ginsburg, 1952)
- Hemanthias peruanus (Steindachner, 1875), Typusart
- Hemanthias signifer (Garman, 1899)

## Belege
1. ↑  Paolo Parenti u. John E. Randall: An annotated checklist of the fishes of the family Serranidae of the world with description of two new related families of fishes. FishTaxa (2020) 15: 1-170. S. 13.
2. ↑  Hemanthias signifer auf Fishbase.org (englisch)
3. ↑  Hemanthias leptus auf Fishbase.org (englisch)
4. ↑  William D. Anderson, Phillip C. Heemstra (2012): Review of Atlantic and eastern Pacific Anthiine fishes (Teleostei: Perciformes: Serranidae), with descriptions of two new genera. Transactions of the American Philosophical Society, New Series 102(2): 1–173. Seite 47 u. 48.
5. ↑  Hemanthias auf Fishbase.org (englisch)